# Campeonato Europeo de Atletismo Sub-20 de 2021
El Campeonato Europeo de Atletismo Sub-20 de 2021 se celebró entre los días 15 y 18 de julio en el estadio Kadriorg de la capital de Estonia, Tallin.

## Resultados

### Masculino
| Evento                         | Oro                                                                     | Oro            | Plata                                                                             | Plata         | Bronce                                                                              | Bronce   |
| ------------------------------ | ----------------------------------------------------------------------- | -------------- | --------------------------------------------------------------------------------- | ------------- | ----------------------------------------------------------------------------------- | -------- |
| 100 metros                     | Toby Makoyawo Reino Unido                                               | 10.25 EU20L    | Jeff Erius Francia                                                                | 10.27 EU18L   | Matteo Melluzzo · Italia                                                            | 10.31    |
| 200 metros                     | Derek Kinlock Reino Unido                                               | 20.72          | Eduard Kubelík · República Checa                                                  | 20.82 NU20R   | Federico Guglielmi · Italia                                                         | 20.89    |
| 400 metros                     | Edward Faulds Reino Unido                                               | 45.72 EU20L    | Lorenzo Benati · Italia                                                           | 46.27         | Håvard Bentdal Ingvaldsen · Noruega                                                 | 46.70    |
| 800 metros                     | Krzysztof Różnicki · Polonia                                            | 1:47.44        | Kacper Lewalski · Polonia                                                         | 1:48.50       | Yanis Meziane Francia                                                               | 1:48.56  |
| 1500 metros                    | Cian McPhillips Irlanda                                                 | 3:46.55        | Rick van Riel · Países Bajos                                                      | 3:46.69       | Henry McLuckie Reino Unido                                                          | 3:47.15  |
| 3000 metros                    | Nicholas Griggs Irlanda                                                 | 8:17.18        | Yassin Mohumed · Alemania                                                         | 8:18.36       | Alex Melloy Reino Unido                                                             | 8:18.49  |
| 5000 metros                    | Joel Ibler Lillesø Dinamarca                                            | 14:32.93       | David Cantero · España                                                            | 14:33.55      | Bastian Mrochen · Alemania                                                          | 14:34.04 |
| 110 metros vallas (100 cm)     | Sasha Zhoya Francia                                                     | 13.05          | Matthew Sophia · Países Bajos                                                     | 13.26         | Lorenzo Simonelli · Italia                                                          | 13.34    |
| 400 metros vallas              | Berke Akçam Turquía                                                     | 50.70          | Oskar Edlund · Suecia                                                             | 51.15         | Dominik Škorjanc · Croacia                                                          | 51.78    |
| 3000 metros obstáculos         | Pol Oriach · España                                                     | 8:41.36 EU20L  | Axel Vang Christensen Dinamarca                                                   | 8:42.75 EU18L | Cesare Caiani · Italia                                                              | 8:50.16  |
| Relevo 4×100 metros            | Joseph Harding Jeriel Quainoo Toby Makoyawo Ethan Wiltshire Reino Unido | 39.74          | Matthew Sophia · Nsikak Ekpo · Keitharo Oosterwolde · Xavi Mo-Ajok · Países Bajos | 40.07         | Angelo Ulisse · Filippo Cappelletti · Federico Guglielmi · Matteo Melluzzo · Italia | 40.18    |
| Relevo 4×400 metros            | Brodie Young Samuel Reardon Charlie Carvell Edward Faulds Reino Unido   | 3:05.25 WU20L  | Stefano Grendene · Tommaso Boninti · Francesco Pernici · Lorenzo Benati · Italia  | 3:07.13       | Jan-Lukas Schröder · Max Tank · Malik Skupin-Alfa · Okai Charles · Alemania         | 3:08.09  |
| 10 000 m marcha                | Paul McGrath · España                                                   | 42:32.19       | Mert Kahraman Turquía                                                             | 42:37.83      | Dmitriy Gramachkov Atletas Neutrales Autorizados                                    | 42:39.25 |
| Salto de altura                | Jonathan Kapitolnik Israel                                              | 2.25 EU20L     | Mateusz Kołodziejski · Polonia                                                    | 2.23          | Sam Brereton Reino Unido                                                            | 2.17     |
| Salto con pértiga              | Anthony Ammirati Francia                                                | 5.64           | Matvei Volkov · Bielorrusia                                                       | 5.44          | Oleksandr Onufriyev · Ucrania                                                       | 5.44     |
| Salto de longitud              | Oliver Koletzko · Alemania                                              | 7.98 WU20L     | Bryan Mucret Francia                                                              | 7.93          | Erwan Konaté Francia                                                                | 7.91     |
| Triple salto                   | Gabriel Wallmark · Suecia                                               | 16.39 WU20L    | Dimitar Tashev Bulgaria                                                           | 16.18         | Viktor Morozov Estonia                                                              | 16.14    |
| Lanzamiento de peso (6 kg)     | Muhamet Ramadani Kosovo                                                 | 19.92 NU20R    | Ilya Misouski · Bielorrusia                                                       | 19.49         | Claudio Stoessel · Alemania                                                         | 19.43    |
| Lanzamiento de disco (1.75 kg) | Martynas Alekna · Lituania                                              | 68.00          | Magnus Zimmermann · Alemania                                                      | 61.55         | Uladzislau Puchko · Bielorrusia                                                     | 61.06    |
| Lanzamiento de martillo (6 kg) | Dawid Piłat · Polonia                                                   | 79.59 NU20R    | Merlin Hummel · Alemania                                                          | 79.32         | Jean-Baptiste Bruxelle Francia                                                      | 77.90    |
| Lanzamiento de jabalina        | Artur Felfner · Ucrania                                                 | 78.41 WU20L    | Onni Ruokangas · Finlandia                                                        | 73.06         | Lenny Brisseault Francia                                                            | 72.62    |
| Decatlón júnior                | Jente Hauttekeete · Bélgica                                             | 8150 pts WU20L | Sander Skotheim · Noruega                                                         | 8012 pts      | Téo Bastien Francia                                                                 | 7722 pts |

1. ↑  Su nueva PB es 15.99, pues otras marcas superiores se consiguieron con viento superior a 2 m/s.
2. ↑  En el decatlón júnior se usan los aparatos propios de las pruebas sub-20 correspondientes.

### Femenino
| Evento                  | Oro                                                                         | Oro            | Plata                                                                         | Plata          | Bronce                                                                            | Bronce      |
| ----------------------- | --------------------------------------------------------------------------- | -------------- | ----------------------------------------------------------------------------- | -------------- | --------------------------------------------------------------------------------- | ----------- |
| 100 metros              | Rhasidat Adeleke Irlanda                                                    | 11.34          | Ivana Ilić Serbia                                                             | 11.42          | Joy Eze Reino Unido                                                               | 11.44 EU18L |
| 200 metros              | Rhasidat Adeleke Irlanda                                                    | 22.90 EU20L    | Minke Bisschops · Países Bajos                                                | 23.55          | Success Eduan Reino Unido                                                         | 23.62       |
| 400 metros              | Kornelia Lesiewick · Polonia                                                | 52.46          | Mary John Reino Unido                                                         | 53.06          | Veronika Arkhipova Atletas Neutrales Autorizados                                  | 53.41       |
| 800 metros              | Audrey Werro · Suiza                                                        | 2:03.12        | Svitlana Zhulzhyk · Ucrania                                                   | 2:04.02        | Valentina Rosamilia · Suiza                                                       | 2:04.08     |
| 1500 metros             | Ingeborg Østgård · Noruega                                                  | 4:19.75        | Marina Martínez · España                                                      | 4:20.35        | Mireya Arnedillo · España                                                         | 4:21.29     |
| 3000 metros             | Ilona Mononen · Finlandia                                                   | 9:15.66        | Sofia Thøgersen Dinamarca                                                     | 9:16.43 EU18L  | Ina Halle Haugen · Noruega                                                        | 9:16.47     |
| 5000 metros             | Carla Domínguez · España                                                    | 16:16.57       | Agate Caune Letonia                                                           | 16:17.56 EU18L | Emma Heckel · Alemania                                                            | 16:20.18    |
| 100 metros vallas       | Ditaji Kambundji · Suiza                                                    | 13.03          | Weronika Barcz · Polonia                                                      | 13.42          | Marika Majewska · Polonia                                                         | 13.46       |
| 400 metros vallas       | Andrea Rooth · Noruega                                                      | 57.16 EU20L    | Moa Granat · Suecia                                                           | 57.94          | Martha K.D. Rasmussen Dinamarca                                                   | 58.30       |
| 3000 metros obstáculos  | Olivia Gürth · Alemania                                                     | 9:59.15        | Gréta Varga · Hungría                                                         | 9:59.17        | Sevval Özdogan Turquía                                                            | 10:07.84    |
| Relevo 4×100 metros     | Alyson Bell Eve Wright Joy Eze Success Eduan Reino Unido                    | 44.62          | Cheyenne Kuhn · Sina Kammerschmitt · Antonia Dellert · Holly Okuku · Alemania | 44.68          | Dorota Puzio · Monika Romaszko · Marta Zimna · Magdalena Niemczyk · Polonia       | 44.79       |
| Relevo 4×400 metros     | Lena Leege · Lara-Noelle Steinbrecher · Anna Hense · Maja Schorr · Alemania | 3:35.38 WU20L  | Carmen Avilés · Berta Segura · Sofía Cosculluela · Lucía Pinacchio · España   | 3:36.10 NU20R  | Alessandra Iezzi · Federica Pansini · Angelica Ghergo · Alexandra Almici · Italia | 3:36.31     |
| 10 000 m marcha         | Yuliya Khalilova Atletas Neutrales Autorizados                              | 46:14.21 EU20L | Eliška Martínková · República Checa                                           | 46:23.74       | Maële Biré-Heslouis Francia                                                       | 46:32.94    |
| Salto de altura         | Britt Veerman · Países Bajos                                                | 1.88 NU23R     | Natalya Spiridonova Atletas Neutrales Autorizados                             | 1.86           | Elisabeth Pihela Estonia                                                          | 1.86        |
| Salto con pértiga       | Sarah Franziska Vogel · Alemania                                            | 4.30           | Emma Brentel Francia                                                          | 4.20           | Lisa Gruber · Austria                                                             | 4.15 NU20R  |
| Salto de longitud       | Maja Åskag · Suecia                                                         | 6.80           | Tessy Ebosele · España                                                        | 6.63           | Mikaelle Assani · Alemania                                                        | 6.62        |
| Triple salto            | Maja Åskag · Suecia                                                         | 14.05 EU20L    | Valeriya Volovlikova Atletas Neutrales Autorizados                            | 13.65          | Darja Sopova Letonia                                                              | 13.62 NU20R |
| Lanzamiento de peso     | Pinar Akyol Turquía                                                         | 16.80          | Alida van Daalen · Países Bajos                                               | 16.56          | Nina Chioma Ndubuisi · Alemania                                                   | 15.71 WU18L |
| Lanzamiento de disco    | Violetta Ignatyeva Atletas Neutrales Autorizados                            | 58.65          | Alida van Daalen · Países Bajos                                               | 55.63          | Alina Nikitsnka · Bielorrusia                                                     | 55.04       |
| Lanzamiento de martillo | Silja Kosonen · Finlandia                                                   | 71.06          | Rose Loga Francia                                                             | 67.70          | Maryola Bukel · Bielorrusia                                                       | 63.25       |
| Lanzamiento de jabalina | Elina Tzengko · Grecia                                                      | 61.18          | Adriana Vilagoš Serbia                                                        | 60.44          | Anni-Linnea Alanen · Finlandia                                                    | 54.80       |
| Heptatlón               | Saga Vanninen · Finlandia                                                   | 6271 pts WU20L | Sofie Dokter · Países Bajos                                                   | 5878 pts       | Marie Dehning · Alemania                                                          | 5778 pts    |

1. ↑  Su nueva PB es 6.54, pues otras marcas superiores se consiguieron con viento superior a 2 m/s.

## Medallero
| Núm. | País            | Oro | Plata | Bronce | Total |
| ---- | --------------- | --- | ----- | ------ | ----- |
| 1    | Reino Unido     | 6   | 1     | 5      | 12    |
| 2    | Alemania        | 4   | 4     | 7      | 15    |
| 3    | Irlanda         | 4   | 0     | 0      | 4     |
| 4    | España          | 3   | 4     | 1      | 8     |
| 5    | Polonia         | 3   | 3     | 2      | 8     |
| 6    | Suecia          | 3   | 2     | 0      | 5     |
| 7    | Finlandia       | 3   | 1     | 1      | 5     |
| 8    | Francia         | 2   | 4     | 6      | 12    |
| 9    | Noruega         | 2   | 1     | 2      | 5     |
| 10   | Turquía         | 2   | 1     | 1      | 4     |
| 11   | Suiza           | 2   | 0     | 1      | 3     |
| 12   | Países Bajos    | 1   | 7     | 0      | 8     |
| 13   | Dinamarca       | 1   | 2     | 1      | 4     |
| 14   | Ucrania         | 1   | 1     | 1      | 3     |
| 15   | Bélgica         | 1   | 0     | 0      | 1     |
| 15   | Grecia          | 1   | 0     | 0      | 1     |
| 15   | Israel          | 1   | 0     | 0      | 1     |
| 15   | Kosovo          | 1   | 0     | 0      | 1     |
| 15   | Lituania        | 1   | 0     | 0      | 1     |
| 20   | Italia          | 0   | 2     | 6      | 8     |
| 21   | Bielorrusia     | 0   | 2     | 3      | 5     |
| 22   | República Checa | 0   | 2     | 0      | 2     |
| 22   | Serbia          | 0   | 2     | 0      | 2     |
| 24   | Letonia         | 0   | 1     | 1      | 2     |
| 25   | Bulgaria        | 0   | 1     | 0      | 1     |
| 25   | Hungría         | 0   | 1     | 0      | 1     |
| 27   | Estonia         | 0   | 0     | 2      | 2     |
| 28   | Austria         | 0   | 0     | 1      | 1     |
| 28   | Croacia         | 0   | 0     | 1      | 1     |

## Récords
Durante la competición se batieron los siguientes récords:

### Récords de los campeonatos
Masculino
| Atleta      | Nación  | Prueba               | Ronda | Fecha       | Marca |
| ----------- | ------- | -------------------- | ----- | ----------- | ----- |
| Sasha Zhoya | Francia | 110 m vallas (99 cm) | Final | 17 de julio | 13.05 |

Femenino
| Atleta           | Nación    | Prueba       | Ronda         | Fecha       | Marca |
| ---------------- | --------- | ------------ | ------------- | ----------- | ----- |
| Ditaji Kambundji | Suiza     | 100 m vallas | Eliminatorias | 16 de julio | 13.09 |
| Ditaji Kambundji | Suiza     | 100 m vallas | Semifinal     | 16 de julio | 13.01 |
| Silja Kosonen    | Finlandia | Martillo     | Calificación  | 16 de julio | 68.75 |
| Silja Kosonen    | Finlandia | Martillo     | Final         | 17 de julio | 71.06 |

### Récords de España sub-20
| Atleta                                                       | Prueba         | Ronda     | Fecha       | Marca   |
| ------------------------------------------------------------ | -------------- | --------- | ----------- | ------- |
| Carmen Avilés Berta Segura Sofía Cosculluela Lucía Pinacchio | Relevo 4×400 m | Semifinal | 17 de julio | 3:38.92 |
| Carmen Avilés Berta Segura Sofía Cosculluela Lucía Pinacchio | Relevo 4×400 m | Final     | 18 de julio | 3:36.10 |